# تونیا پینکینز
تونیا پینکینز (به انگلیسی: Tonya Pinkins) (زاده ۳۰ مهٔ ۱۹۶۲) بازیگر آمریکایی است.
از فیلم‌های معروف او می‌توان به بازی در فیلم عشق و سیگار و کیفیت بالاتر اشاره کرد.